# Моген-Бурен
Моге́н-Буре́н (тув. Мөген-Бүрен), Бухе-Мурен (монг. Бөхмөрөн гол) — река в России и Монголии, впадает в озеро Ачит-Нуур (бассейн реки Ховд в котловине Больших Озёр).
Протекает по территории Монгун-Тайгинского кожууна Тывы и монгольских аймаков Увс и Баян-Улгий.

## Название
На русской топографической карте южной пограничной полосы Азиатской России (1887 г.) река обозначена как «Беконь-Берень (Боку-морин)». На карте Урянхайского края (1913 г.) река подписана как «Бекол» в её тувинской части и как «Бекол-марин» в монгольской части. На картах послевоенного периода встречался вариант наименования реки «Могун-Бурень» и «Моген-Бурен» (для тувинской части) и «Бухэй-Мурэн-Гол» (для монгольской части). Латинским шрифтом эти названия были транскрибированы как «Mogen-Buren» и «Bühey Mörön» на Международной карте масштаба 1:1000000 (1964 г.). На советской топографической карте масштаба 1:100000 (1965 г.) тувинская часть реки обозначена как «Моген-Бурен (Могун-Бурсы)». На советской топографической карте масштаба 1:200000 (1989 г.) тувинская часть реки названа «Моген-Бурен», а монгольская «Бух-Мурэн-Гол». После 1989 года была изменена используемая при составлении карт русская практическая транскрипция монгольского названия реки на «Бухе-Мурен». Автор Монгольско-русского и русско-монгольского словарей Ю. Н. Кручкин в своей книге «Монголия. Географическая энциклопедия» (2009 г.) приводит другую русскую транскрипцию монгольского названия: «Бухмурун». Ранее в русско-монгольском словаре, составленном и изданном в Монголии в 1982 году название реки передавалось на русский язык как «Бухэ-Мурэн». В Государственном водном реестре название реки приведено в форме «Могун-Бурень (Могун-Бурсы)».
Этимология монгольского названия: «монг. Бөх» — «горб», «монг. мөрөн» — «полноводная река», этимология тувинского названия: «тув. Мөген» — «горб», «тув. Бүрен» — от монгольского «монг. мөрөн» — «полноводная река». Топонимический словарь Тувы толкует название как «предположительно, река, протекающая по холмистым (напоминающим горб верблюда) местам».

## Описание
Длина реки составляет 140 км (из них верхние 75 км — в России), площадь бассейна — 5900 км².
Берёт начало в Алтайских горах на юго-западе Тывы. Вытекает из озера Хиндиктиг-Холь в северо-западной его части. Течёт немного на юго-запад через озеро Чуглуг-Холь, далее течёт на юго-восток. Российская часть бассейна ограничена на западе хребтом Чихачёва, на востоке — горным массивом Монгун-Тайга. На территории Монголии река выходит в относительно ровную долину в котловине Больших озёр. Впадает в озеро Ачит-Нуур с северо-запада, образуя обширную дельту.
Основные притоки в российской части:
- Какпак (правый),
- Сарыг-Даш (правый)Джеты-Тей (пр),
- Дуруг-Суг (левый),
- Башкы-Кара-Суг (левый),
- Орта-Кара-Суг (левый),
- Шулуг-Кара-Суг (левый),
- Устю-Ыйматы (правый),
- Серилиг-Кара-Суг (левый),
- Чаралыг-Ой (левый),
- Кызыл-Ой (правый),
- Сай (левый),
- Алды-Ыйматы (правый),
- Чарыс (Джаарс) (левый),
- Аспайты (правый),
- Мугур-Шегетей (левый).

Основные притоки в монгольской части:
- Бага-Нарийн-Гол (правый),
- Нарийн-Гол (правый),
- Бургастын-Гол (правый).

Ниже по течению река образует общую дельту со следующими реками:
- Бага-Хатугийн-Гол (правый),
- Их-Хатугийн-Гол (правый),
- Хавцылын-Гол (правый),
- Алтан-Гадасны-Хэв (левый).

## Характеристика
В верхней половине представляет собой небольшую, но очень бурную порожистую горную реку, в долине встречаются редкие заросли тополей. Вследствие бурности броды через реку затруднены. Для сплавов непригодна по причине глубин не более 0,5—1 м.
Нижнее течение проходит по степной, а далее по пустынной зоне, что обусловлено нахождением на подветренной стороне Алтайско-Саянской системы. Дельта заболочена и густо покрыта тростником.
Питание в основном ледниково-снежное, крайне неравномерное в течение года. В зимнее время река покрывается льдом, повсеместно образуются мощные наледи. Зимний сток не превышает 2,8 м³/сек.

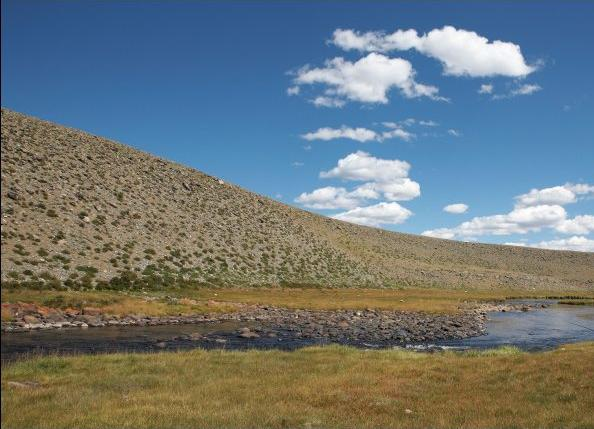
Моген-Бурен в Монголии

## Населённые пункты
На российской части реки расположен посёлок Кызыл-Хая. Рядом с посёлком на реке в 1990-е годы построена мини-ГЭС мощностью 150 кВт. Сдана в эксплуатацию в 2001 году, но после пожара в середине 2000-х не работает.
В Монголии на реке расположены населённые пункты Бухемурен и Ногооннуур, в бассейне также находится посёлок Цагааннур.